# روبرت سانشيز
روبرت سانشيز (بالإسبانية: Robert Sánchez) هو لاعب كرة قدم إسباني في مركز حراسة المرمى، ولد في 18 نوفمبر 1997 في كارتاخينا في إسبانيا. لعب مع نادي ليفانتي.

## وصلات خارجية
- روبرت سانشيز على موقع الاتحاد الدولي (مؤرشف)  (الإنجليزية)
- روبرت سانشيز على موقع الاتحاد الأوربي (الإنجليزية)
- روبرت سانشيز على موقع إي إس بي إن إف سي (الإنجليزية)
- روبرت سانشيز على موقع قاعدة بيانات كرة القدم.إي يو (الإنجليزية)
- روبرت سانشيز على موقع بيانات كرة القدم. دي إي (الألمانية)
- روبرت سانشيز على موقع ليكيب (الفرنسية)
- روبرت سانشيز على موقع ناشيونال فوتبول تيمز (الإنجليزية)
- روبرت سانشيز على موقع Soccerbase.com (لاعب) (الإنجليزية)
- روبرت سانشيز على موقع Soccerway.com (الإنجليزية)
- روبرت سانشيز على موقع عالم كرة القدم.نت (الإنجليزية)